# کاترینه هیندیل
کاترینه هیندیل (دانمارکی: Kathrine Heindahl؛ زادهٔ ۲۶ مارس ۱۹۹۲) بازیکن هندبال اهل دانمارک است.